# ويليام كورسن
ويليام كورسن (بالإنجليزية: William Corson)‏ هو ممثل أمريكي، ولد في 23 ديسمبر 1909 في سياتل في الولايات المتحدة، وتوفي في 28 يناير 1981 في جزيرة كمانو ‏ في الولايات المتحدة.

## أعمال

### أفلام
- (1937) باب المسرح